# Savang Vatthana
Savang Vatthana, född 13 november 1907 Luang Prabang, Laos, död 13 maj 1978 i Xan Neua. , eller så sent som 1984, var kung av Laos 1959-75 (abdikation).

## Biografi
Savang Vatthana var son till kung Sisavang Vong och drottning Kham-Oun I och var det andra av fem barn. Vid 10 års ålder skickades han att studera i Frankrike. Han gick på ett lycée i Montpellier, fick en examen från Paris École Libre des Sciences Politiques (numera Sciences Po), där franska diplomater utbildades. Efter examen fortsatte den unge tronarvingen sina studier i Frankrike. Efter ett decennium återvände han till det dåvarande franska protektoratet Laos och kunde då inte längre tala Lao, och måste instrueras av ett palats funktionär i år.
År 1930 gifte han sig med drottning Khamphoui och de fick barn. Liksom andra asiatiska kungliga familjer, spelade familjen tennis tillsammans och deltog gärna i stora turneringar på sina resor utomlands. Han var också en hängiven buddhist och blev en auktoritet på Sangkha och tog sin roll som beskyddare av statsreligionen på stort allvar.
Under andra världskriget, representerade Savang Vatthana sin far med de japanska styrkorna. Hans far skickade honom till den japanska basen i Saigon, där han kraftigt protesterat mot den japanska aktionen, när de invaderade Laos och tvingade dem att förklara självständighet från Frankrike.
År 1951 utsågs Savang Vatthana till premiärminister, och när hans far på grund av sjukdom avgick i augusti 1959 utsågs han till regent. Den 29 oktober 1959 besteg han informellt tronen efter sin fars död, men blev dock aldrig officiellt krönt. Under sin regeringstid besökte han många länder på diplomatiska uppdrag. I mars 1963 reste han i 13 länder, däribland USA, vilka undertecknat Genèvepakten som garanterade "neutralitet" i Konungariket Laos. 
Han var aktiv i Laos politik och försöker stabilisera sitt land efter den politiska oro som började med Genèvekonferensen i juli 1954, vilken beviljade full självständighet för Laos men inte löste frågan om vem som skulle styra landet. Prins Souvanna Phouma, en neutralist, manövrerade från Vientiane, som påstår sig vara premiärminister och erkänns av Sovjetunionen. Prins Boun Oum från Champassak, högerman i söder och pro-USA, dominerade Pakseområdet, erkändes som premiärminister av USA, och längst upp i norr, ledde prins Souphanouvong vänstermotståndsrörelsen Pathet Lao med stöd från Nordvietnam. Även denne påstod sig vara premiärminister med stöd av kommunisterna. För att undvika argument om huruvida Souvanna eller Boun Oum var "legitim" premiärminister, skulle båda sidor handla genom den västvänlige kung Savang Vatthana.
Savang Vatthana var den sista kungen i kungariket Laos. Han regerade från faderns död tills hans tvingades abdikera 1975. Savang Vatthana visade sig oförmögen att hantera ett land i politisk turbulens. Hans styre avslutades med övertagandet av Pathet Lao 1975, varefter han och hans familj sändes till ett omskolningsläger av den nya regeringen.